# Shou
Shòu (en chino simplificado y japonés shinjitai: 寿; en forma tradicional: 壽) es el carácter chino que representa la longevidad. Es utilizado como un símbolo auspicioso y aparece repetido extensivamente en la vestimenta, arquitectura así como objetos de lujo y cotidianos de gran parte de Asia Oriental. Habitualmente no aparece con la forma de su escritura regular sino esquematizado de diferentes maneras, especialmente de forma simétrica y circular. 

## Uso

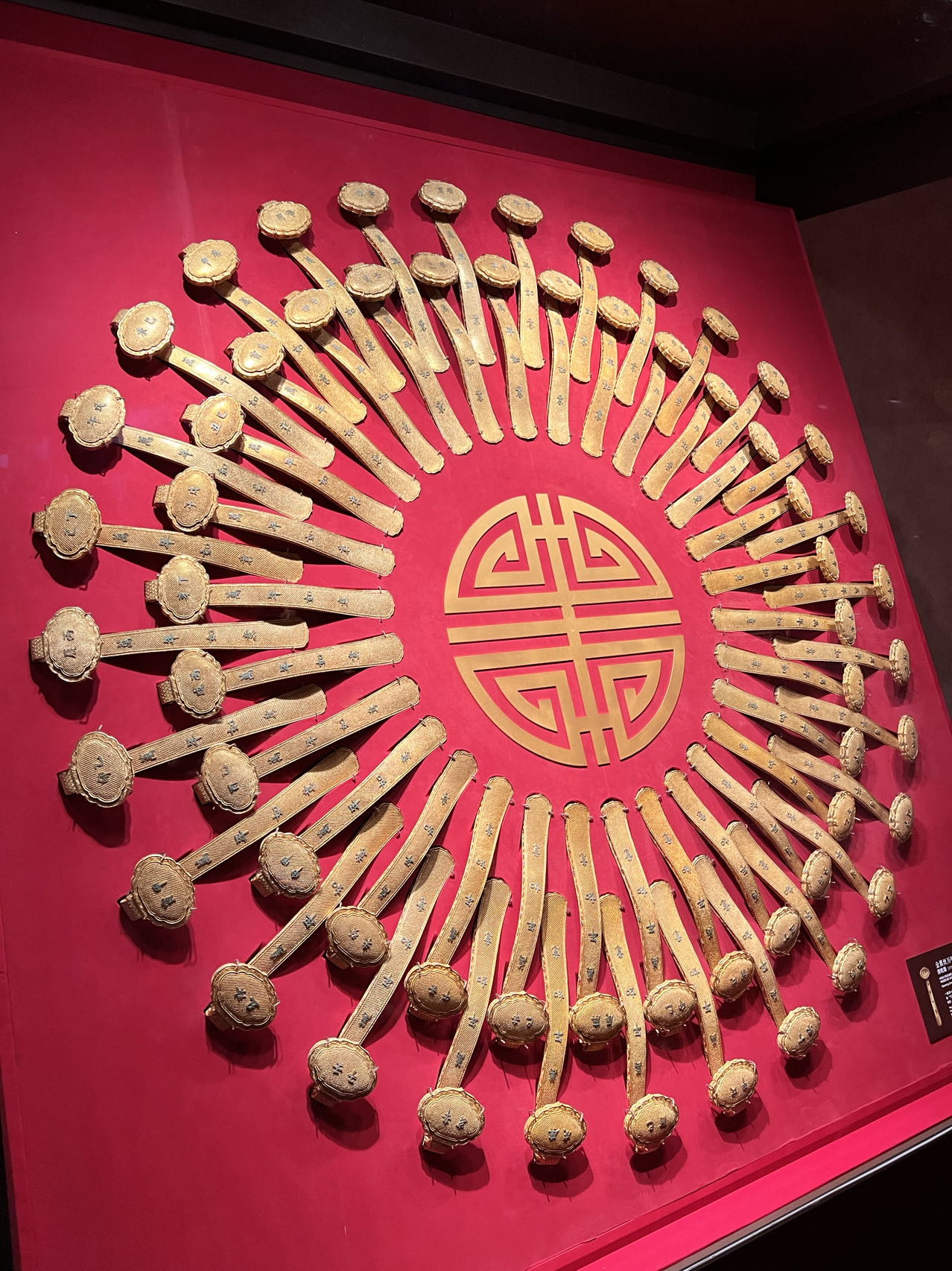
Shou circular 圆寿 rodeado de cetros ruyi imperiales, Museo de la Ciudad Prohibida

El carácter de longevidad (shou) aparece para representar uno de los tres objetivos más importantes de la vida en el pensamiento tradicional chino, las llamadas tres bendiciones de la felicidad: fortuna (fú 福), prosperidad (lù 祿) y longevidad (shòu 壽). Para su representación, estas se encarnan en los tres dioses estrella (Fú, Lù, Shòu), comúnmente representados como tres figuras masculinascada una con prenda y objetos distintivos que permite diferenciarlos o pueden aparecer también representadas visualmente por la caligrafía de sus caracteres chinos o por objetos y animales homófonos. Shou es el más reconocible, "porta un gran melocotón y un largo bastón con una calabaza y un pergamino. El ciervo y el murciélago representan la fortuna (fu). El melocotón, la calabaza y el pergamino son símbolos de la longevidad".  Otra característica llamativa es su frente grande y alta.
El carácter chino shou (壽) es un motivo muy habitual en textiles, muebles, cerámica y joyas. El sinograma puede aparecer solo o estar rodeado de flores, murciélagos u otros símbolos de buena suerte, pero suele ocupar la posición central.
La longevidad es reconocida en las creencias chinas como una de las Cinco Fortunas (wǔfú 五福– longevidad, riqueza, salud, amor a la virtud y muerte pacífica) que a menudo se representan en la interpretación homófona de cinco murciélagos voladores, ya que la palabra para "murciélago" en chino (fú 蝠) suena como la palabra para "fortuna" (fú 福). Cuando se representa así, el carácter shòu aparece en posición central dominante, reemplazando al quinto murciélago.
Otros símbolos de la iconografía china que representan la longevidad incluyen pinos, grullas, ciervos moteados, piedras de colección ( shòushí 壽石), melocotones y tortugas. A menudo se representan en pequeños grupos para enfatizar el significado simbólico central de la imagen (por ejemplo, grullas entre pinos).
Un dicho chino común sobre la longevidad, se encuentra en los pergaminos de casi todas las tiendas de caligrafía china del mundo: shòu shān fú hǎi (壽山福海, "longevidad montaña, fortuna mar"), que se interpreta con el significado de "que tu vida sea tan firme como las montañas y tu buena fortuna tan ilimitada como los mares".
Desde 2017, la versión 10 del estándar Unicode presenta una versión redondeada del símbolo (🉢, ) en el bloque "Suplemento ideográfico bordeados", en el punto de código U+1F262 (SÍMBOLO REDONDEADO PARA SHOU). 

### En nombres
Como importante concepto cultural que es, el carácter es parte de muchos nombres chinos (por ejemplo, el Palacio de la Longevidad Tranquila (寧壽宮) en la Ciudad Prohibida, Pekín). El equivalente japonés es Kotobuki 壽/寿 (que aparece en nombres como  Nakajima Kotobuki, Tsukasa Kotobuki, así como Jurōjin (Shou Laoren) y Fukurokuju).

## Galería

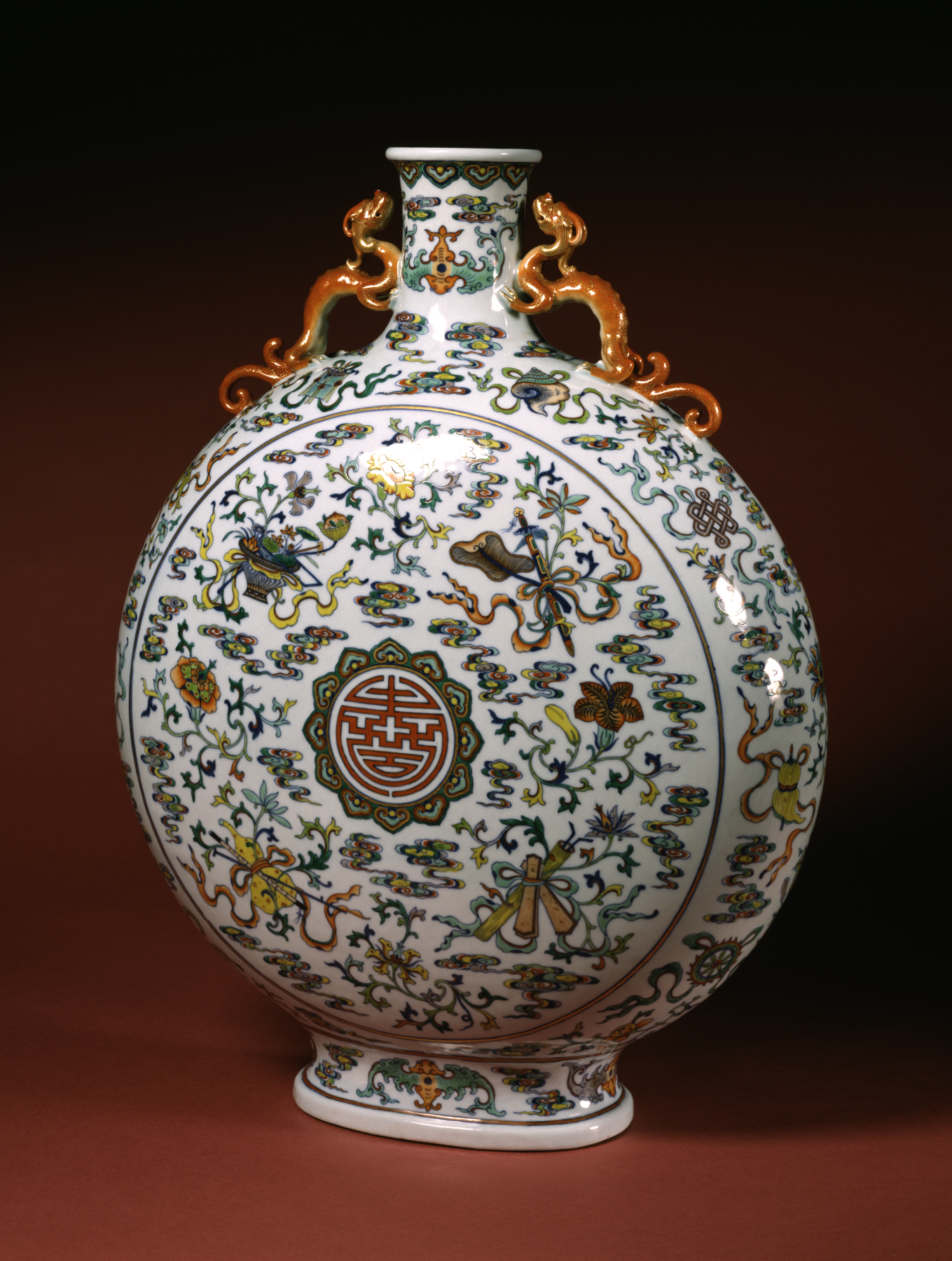
Botella de peregrino  de porcelana tipo "familis rosa" con el carácter Shou
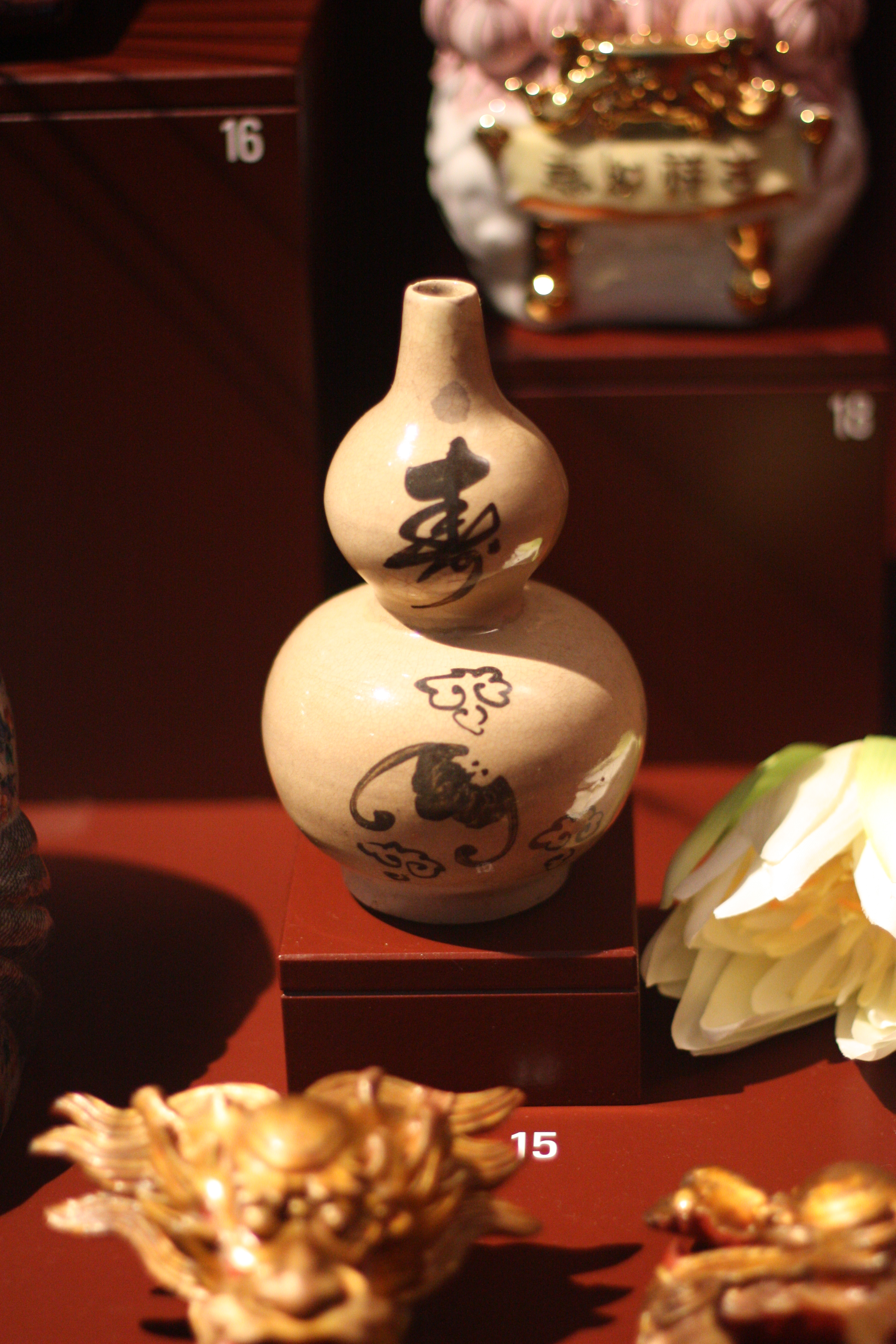
Lacado de la dinastía Song en una calabaza hulu con Shou y un murciélago.
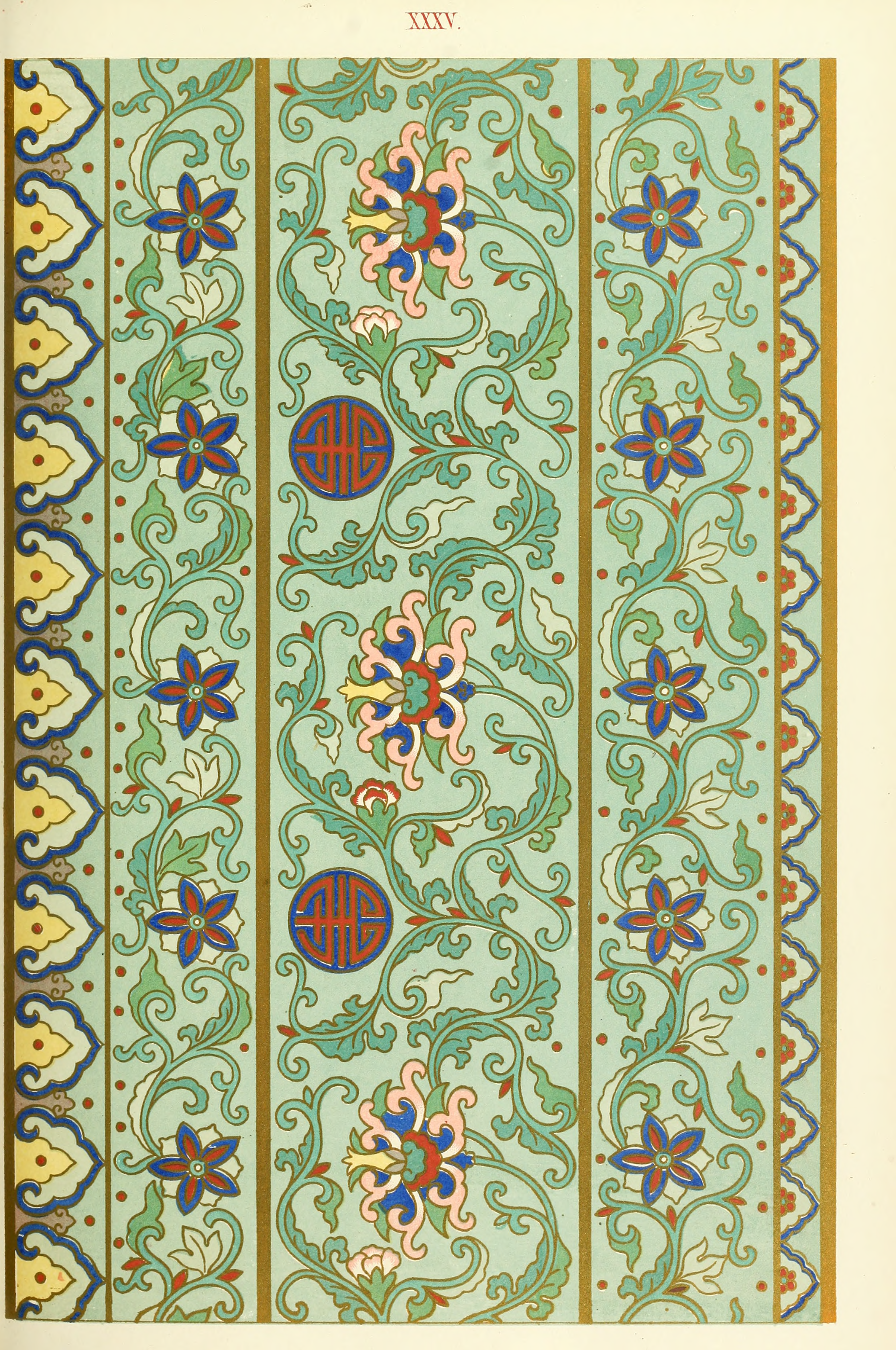
Lámina 35 del libro Ejemplos de ornamentos chinos de Owen Jones en 1867 con el patrón Shou.
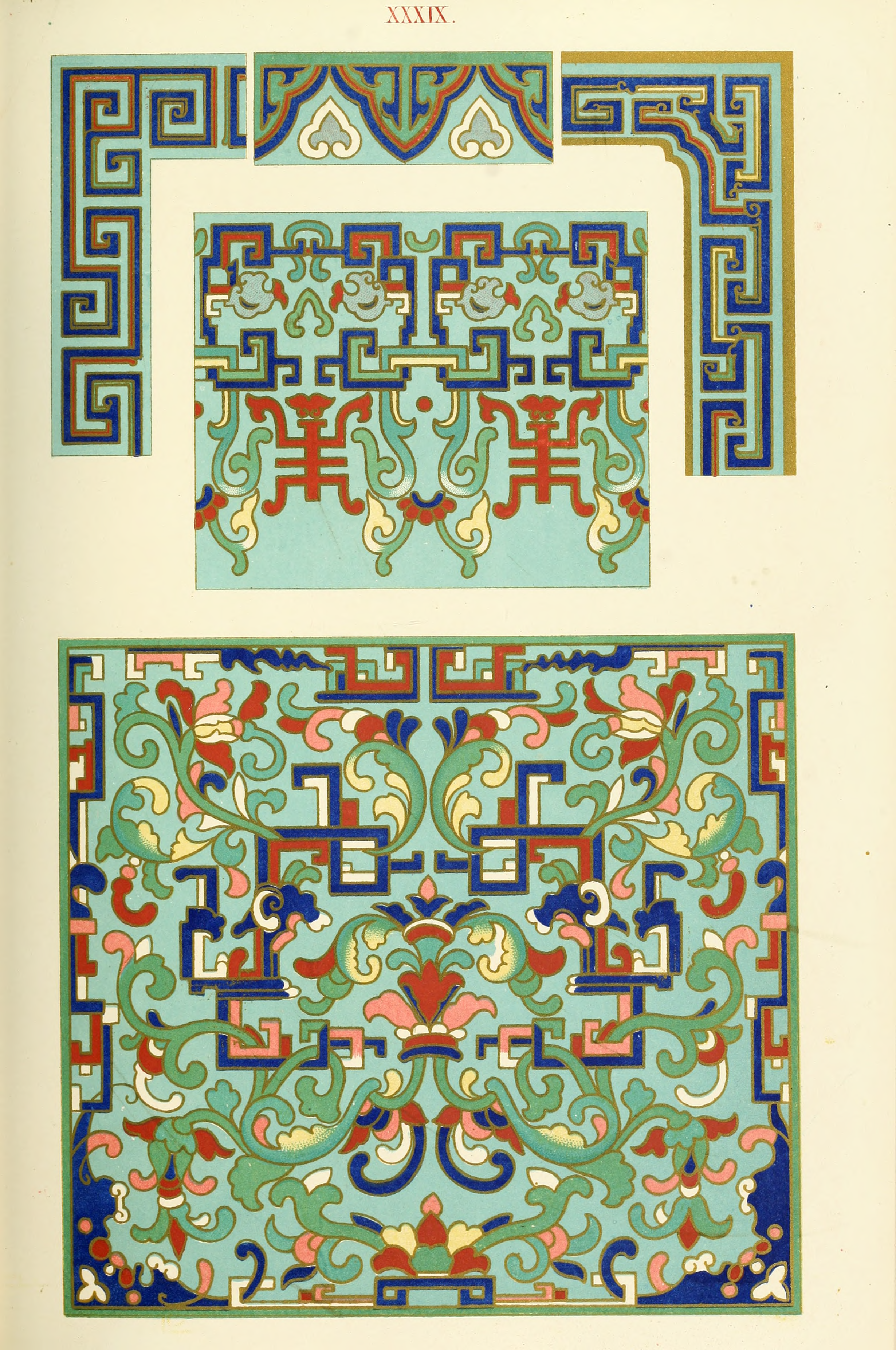
Lámina 39 del mismo libro.
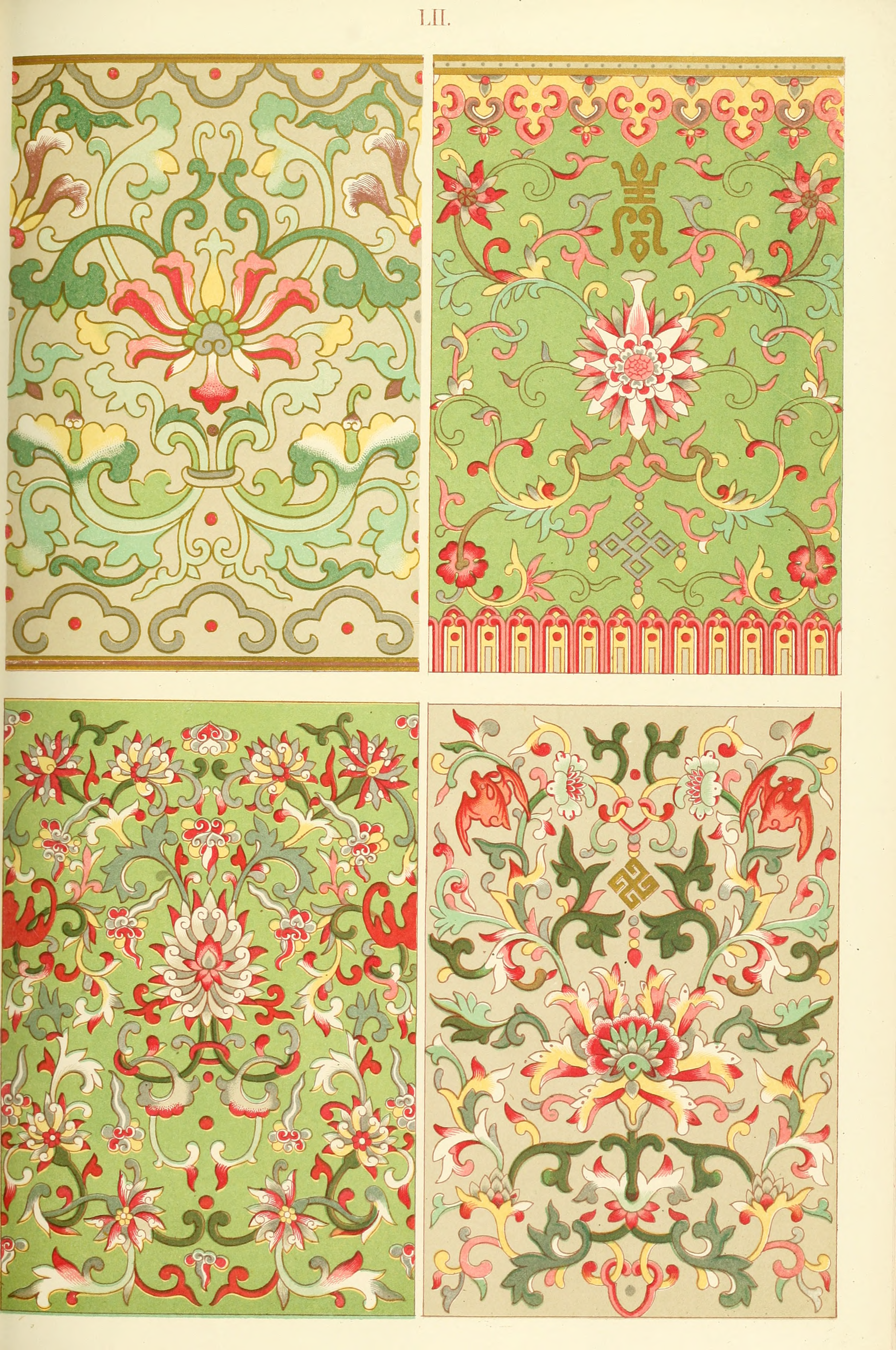
Lámina 52.
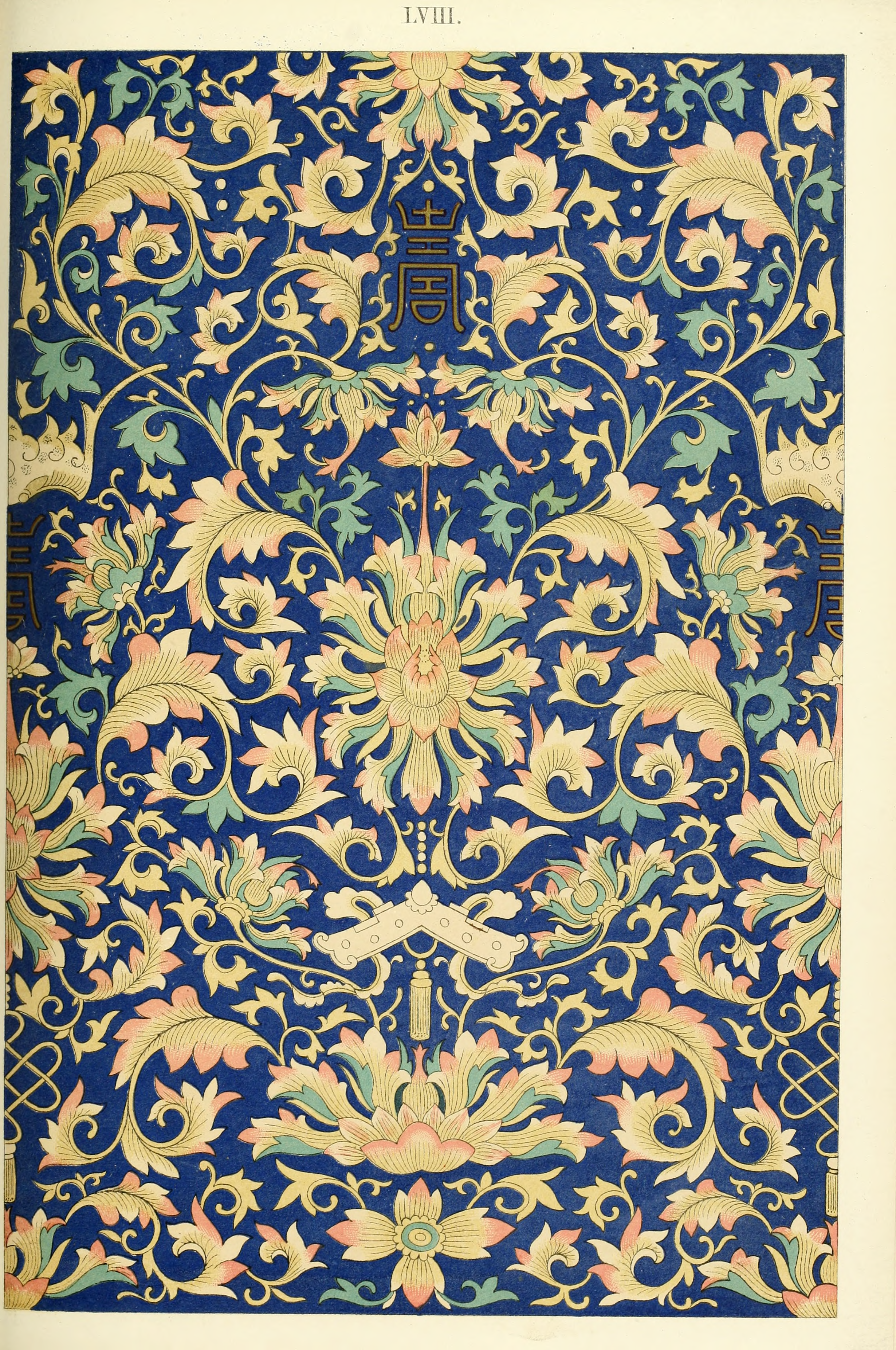
Lámina 58.
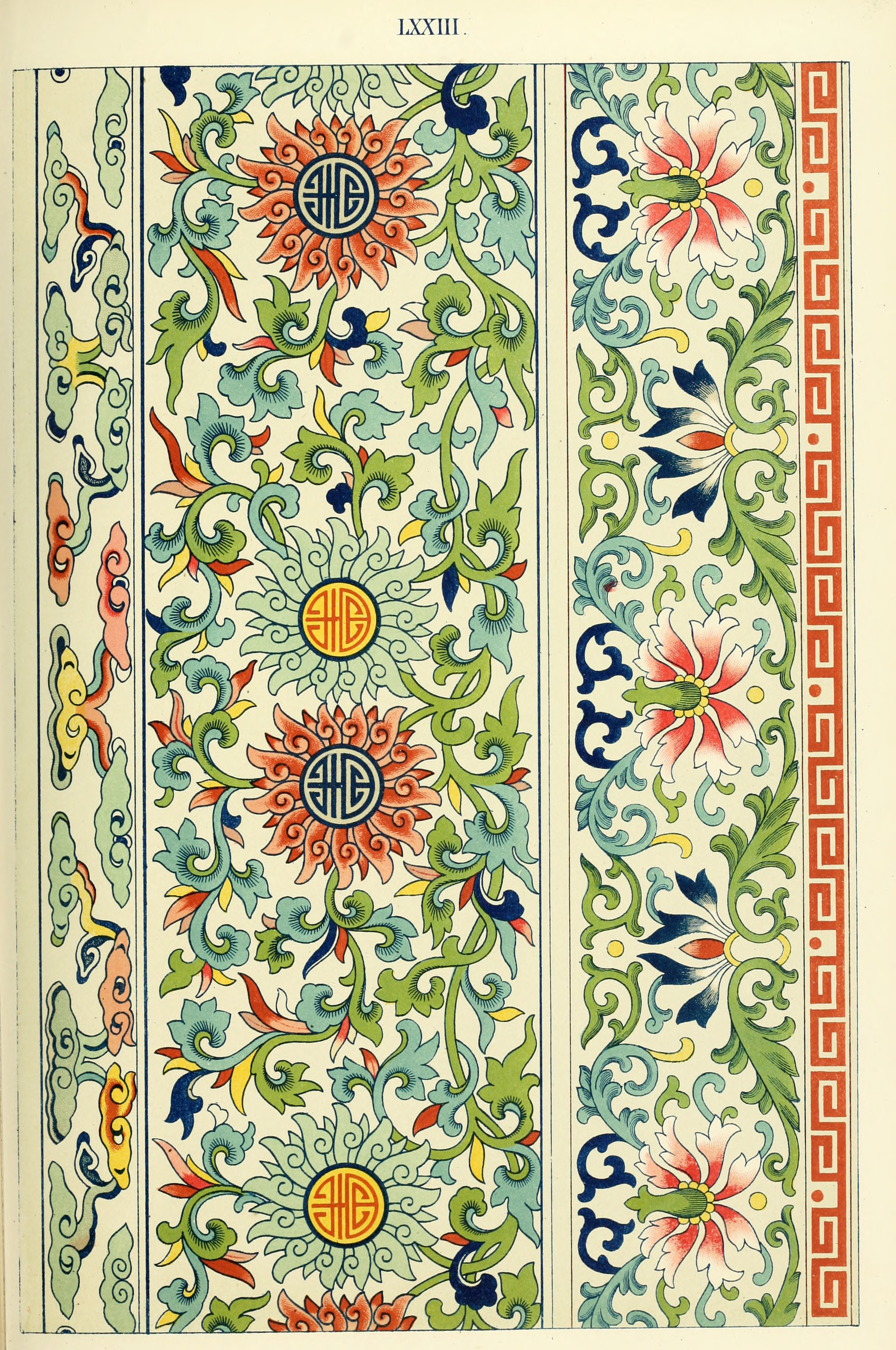
Lámina 73.
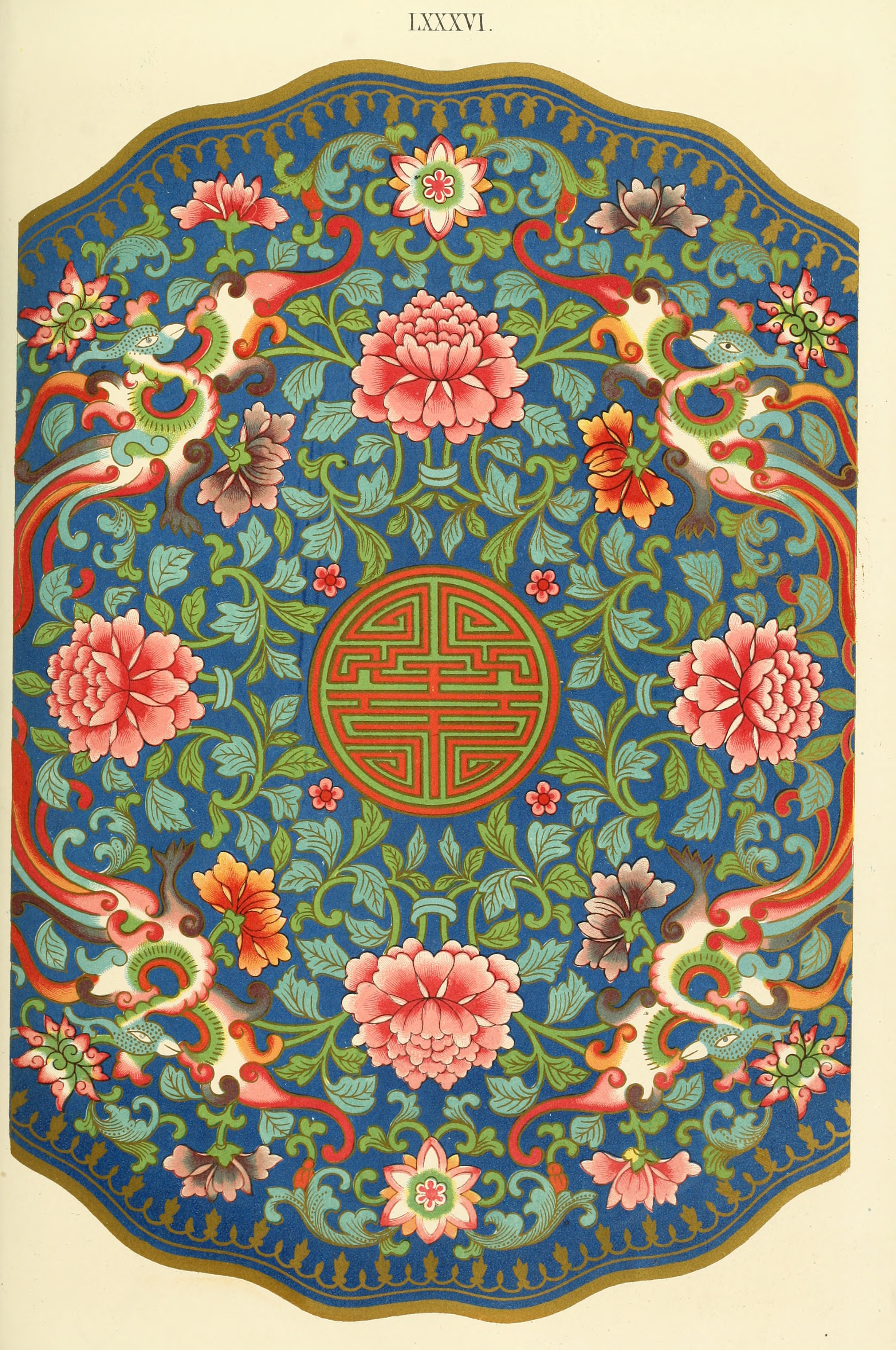
Lámina 86.
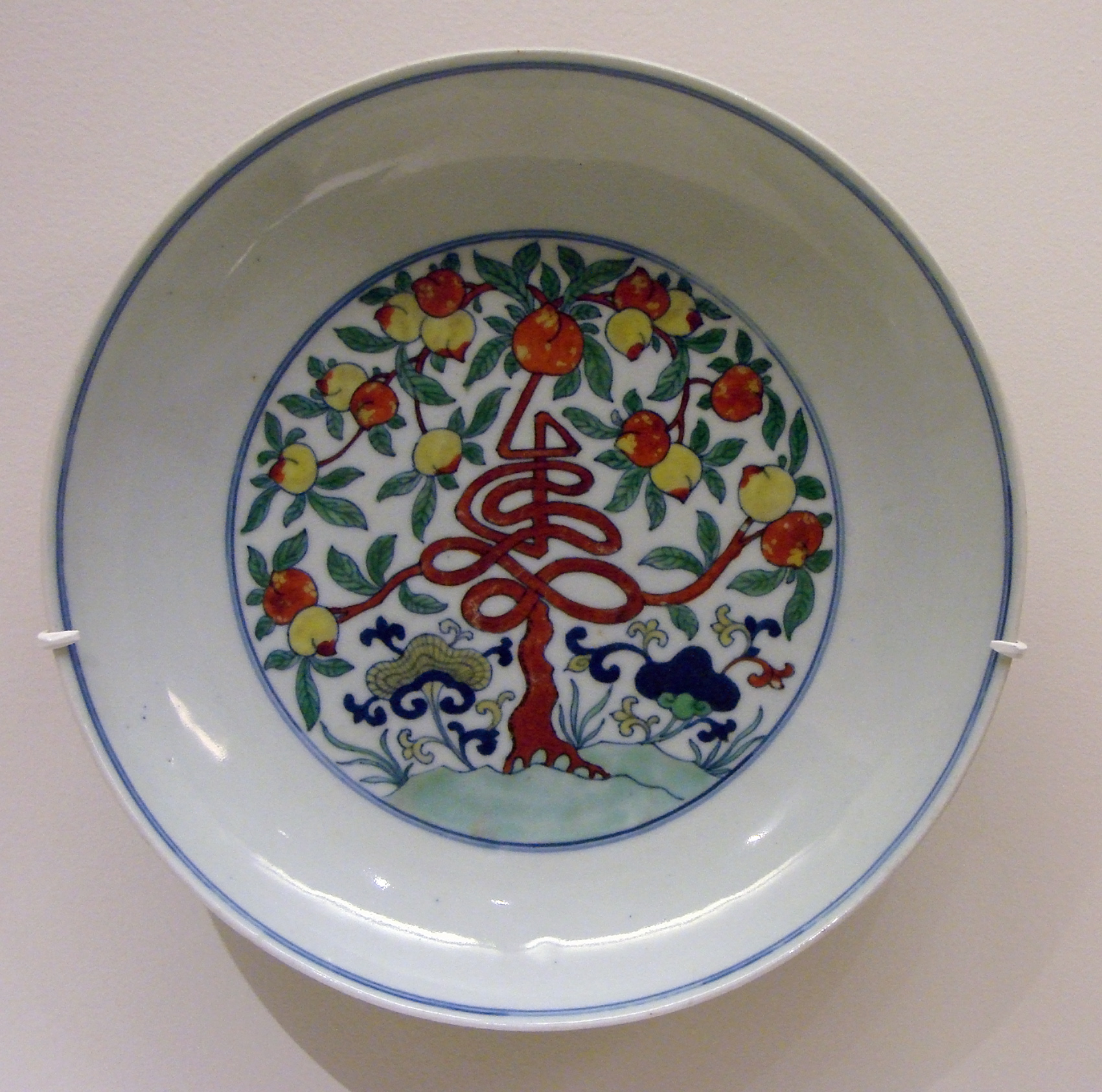
Plato de porcelana con  melocotonero en forma de Shou, periodo Kangxi (Qing)
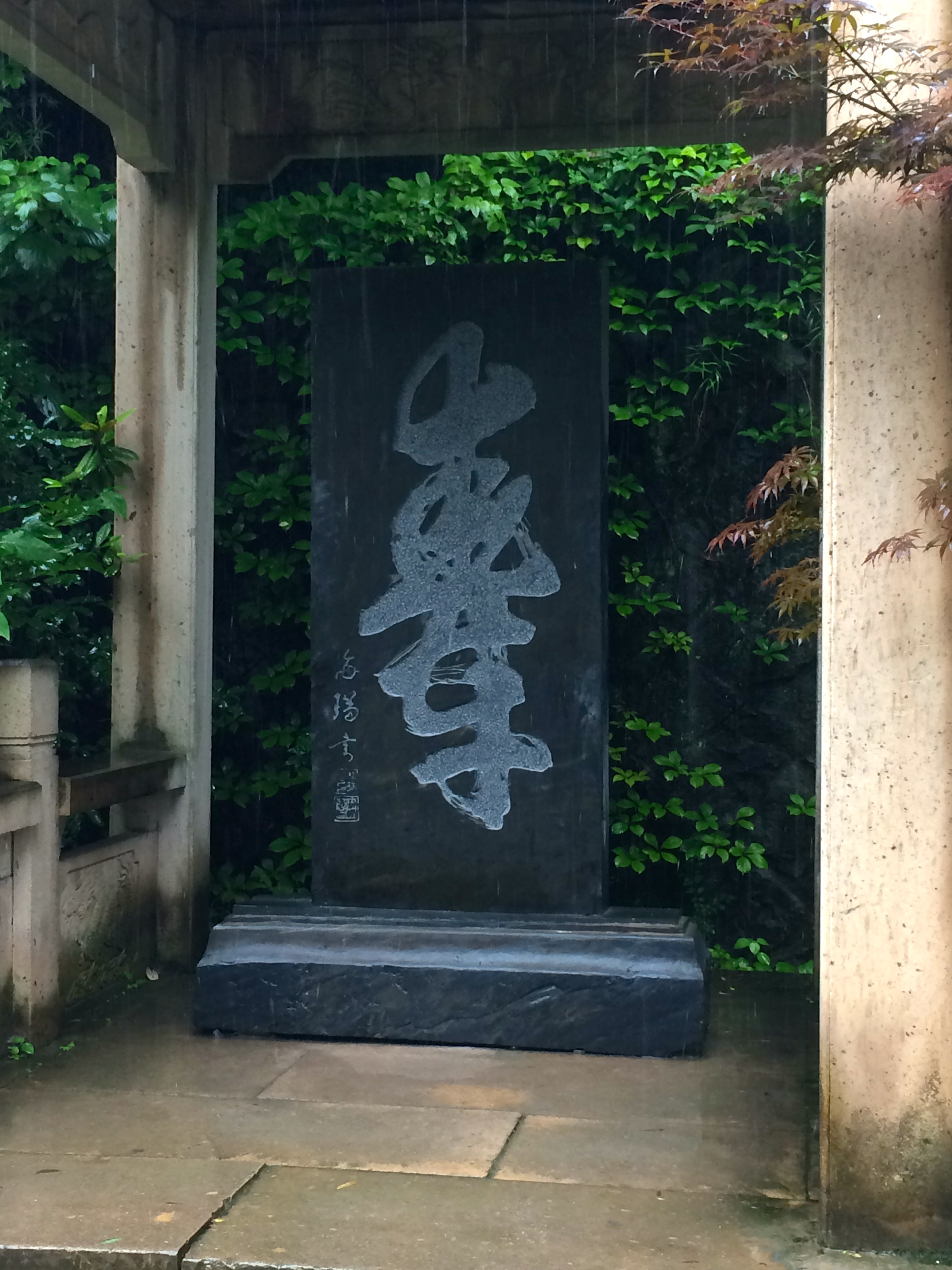
Shou escrito por Hai Rui en el lago Qiandao . Se lee del derecho y del revés.
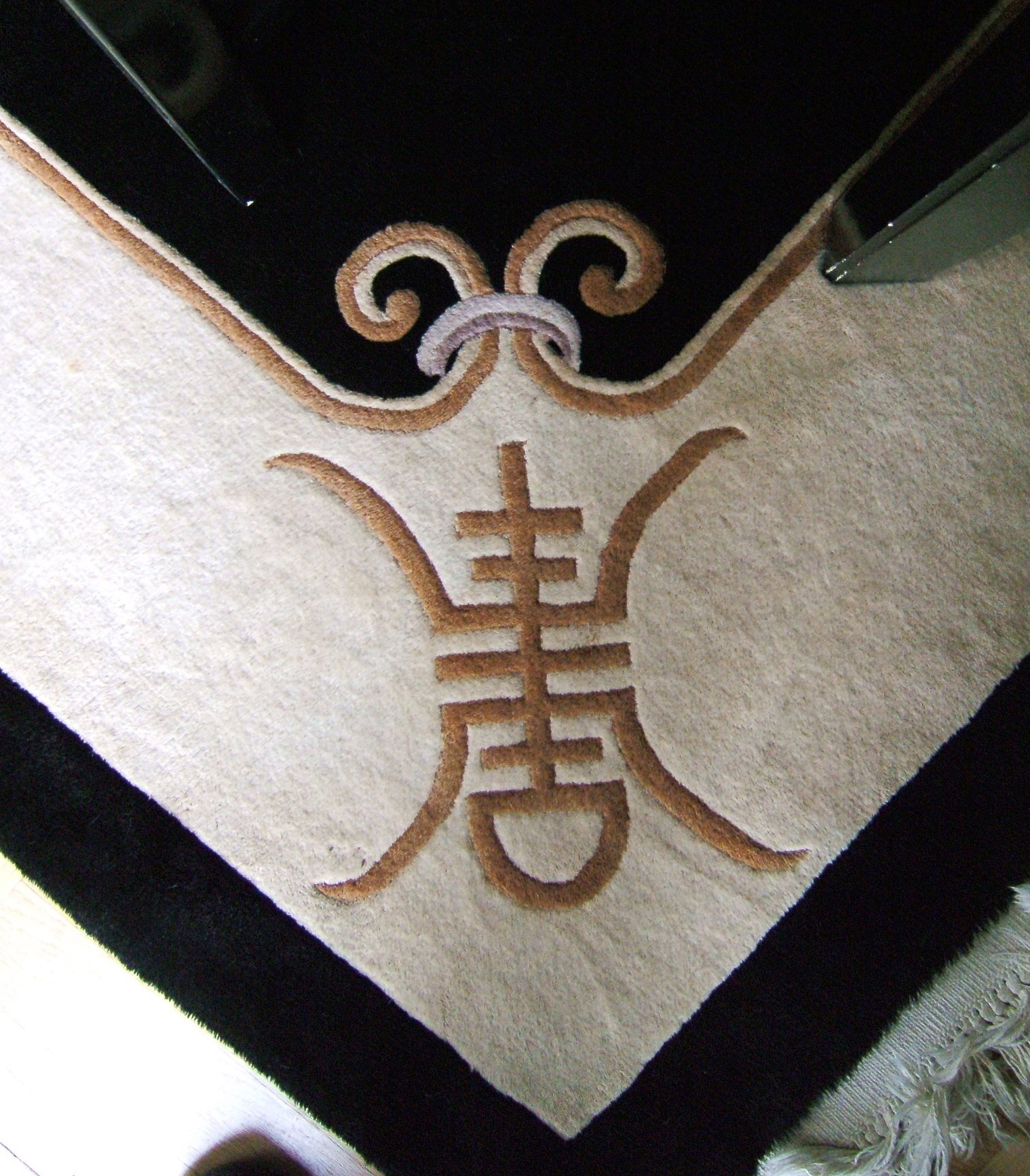
Alfombra moderna
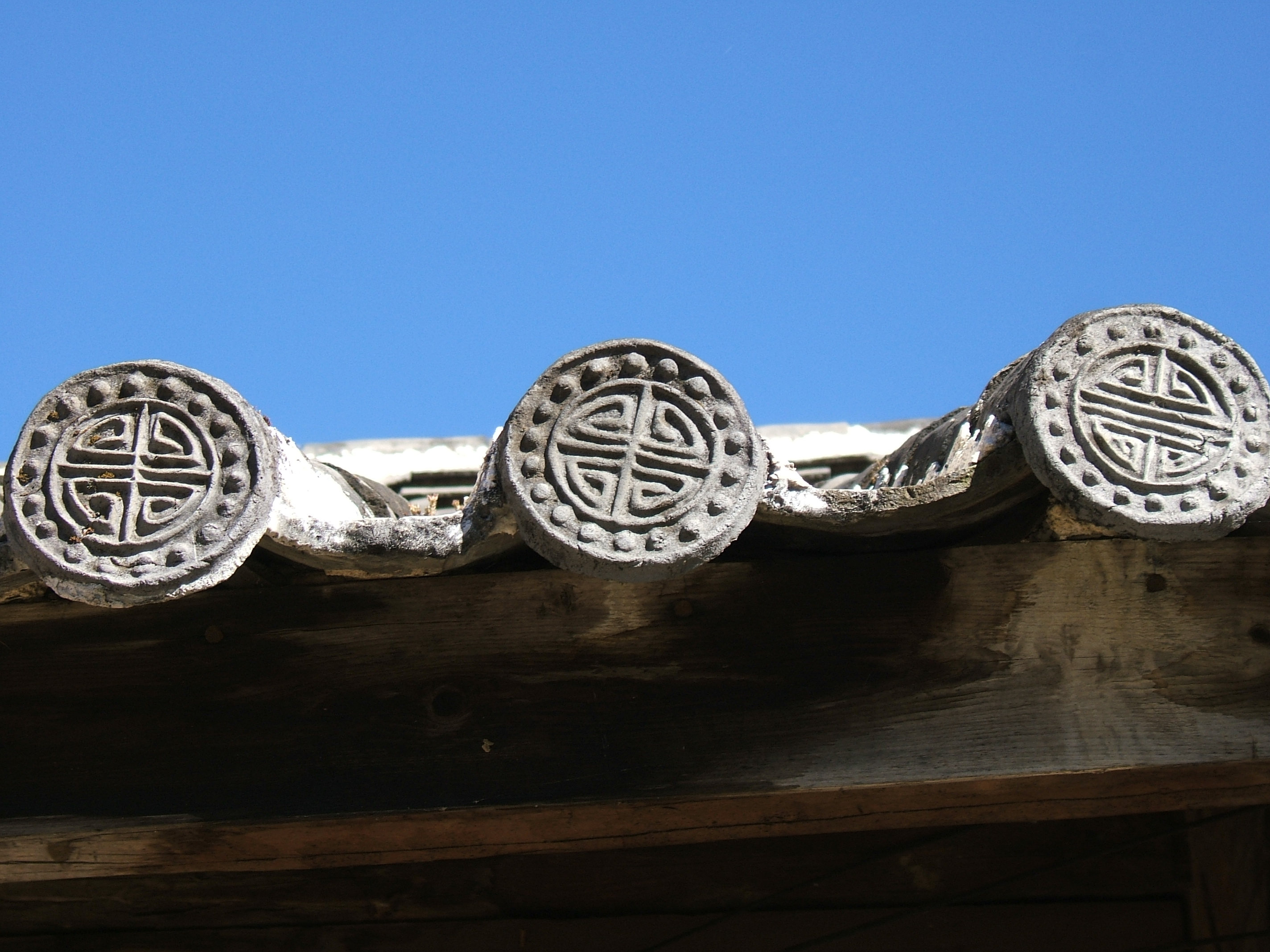
Tejas rematas por Shou en un tejado
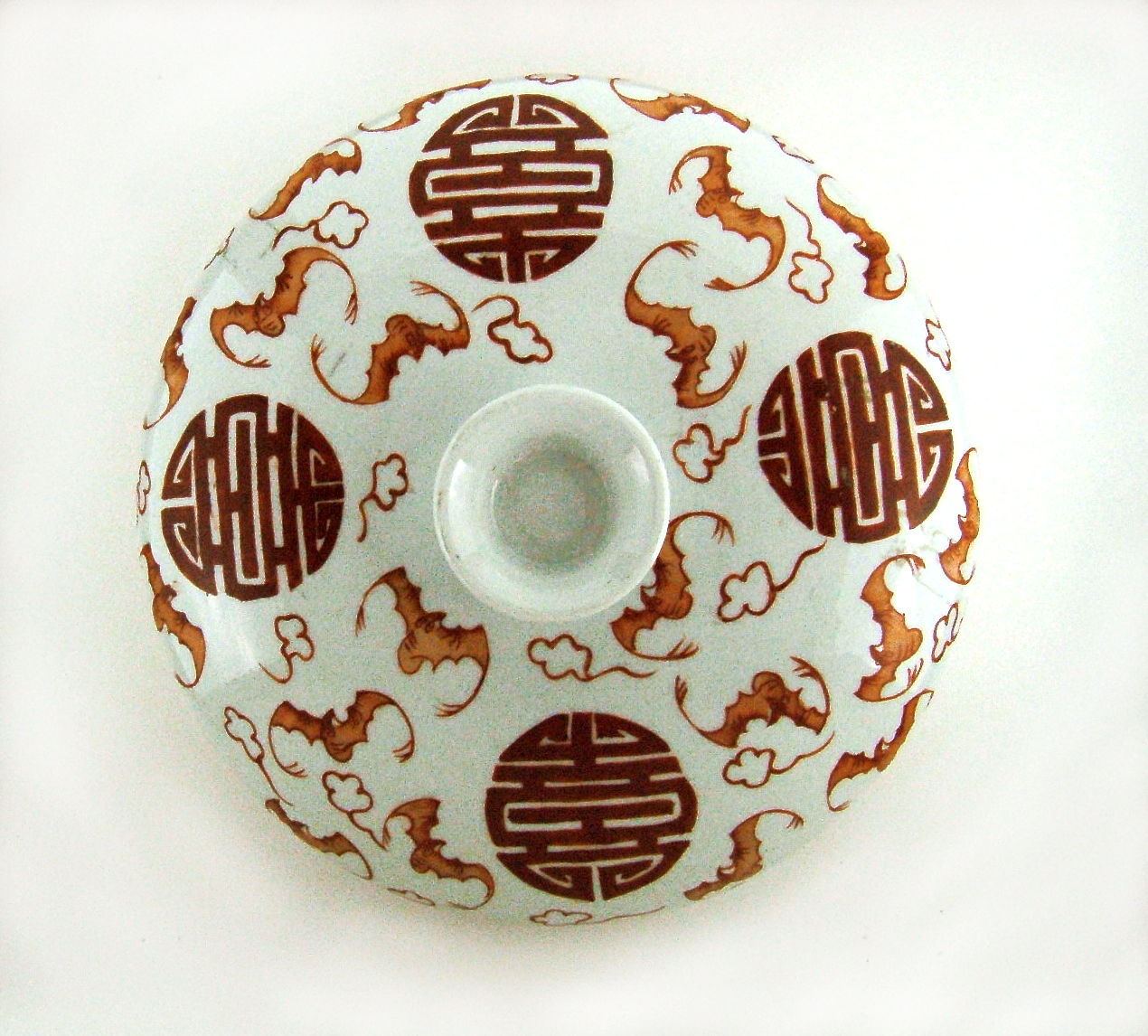
Cerámica con el carácter Shou y murciélagos rojos
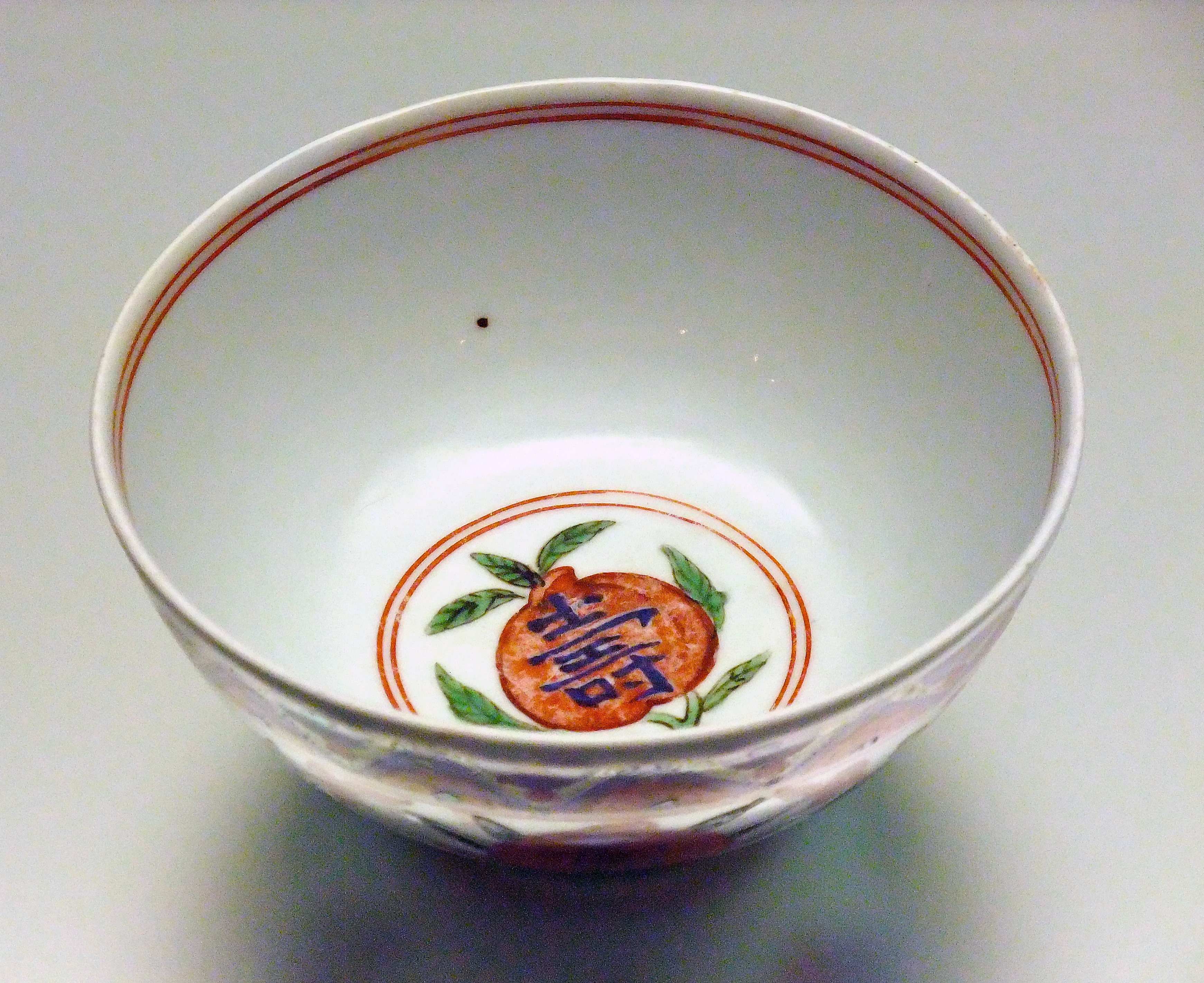
Taza con símbolo dentro de un melocotón
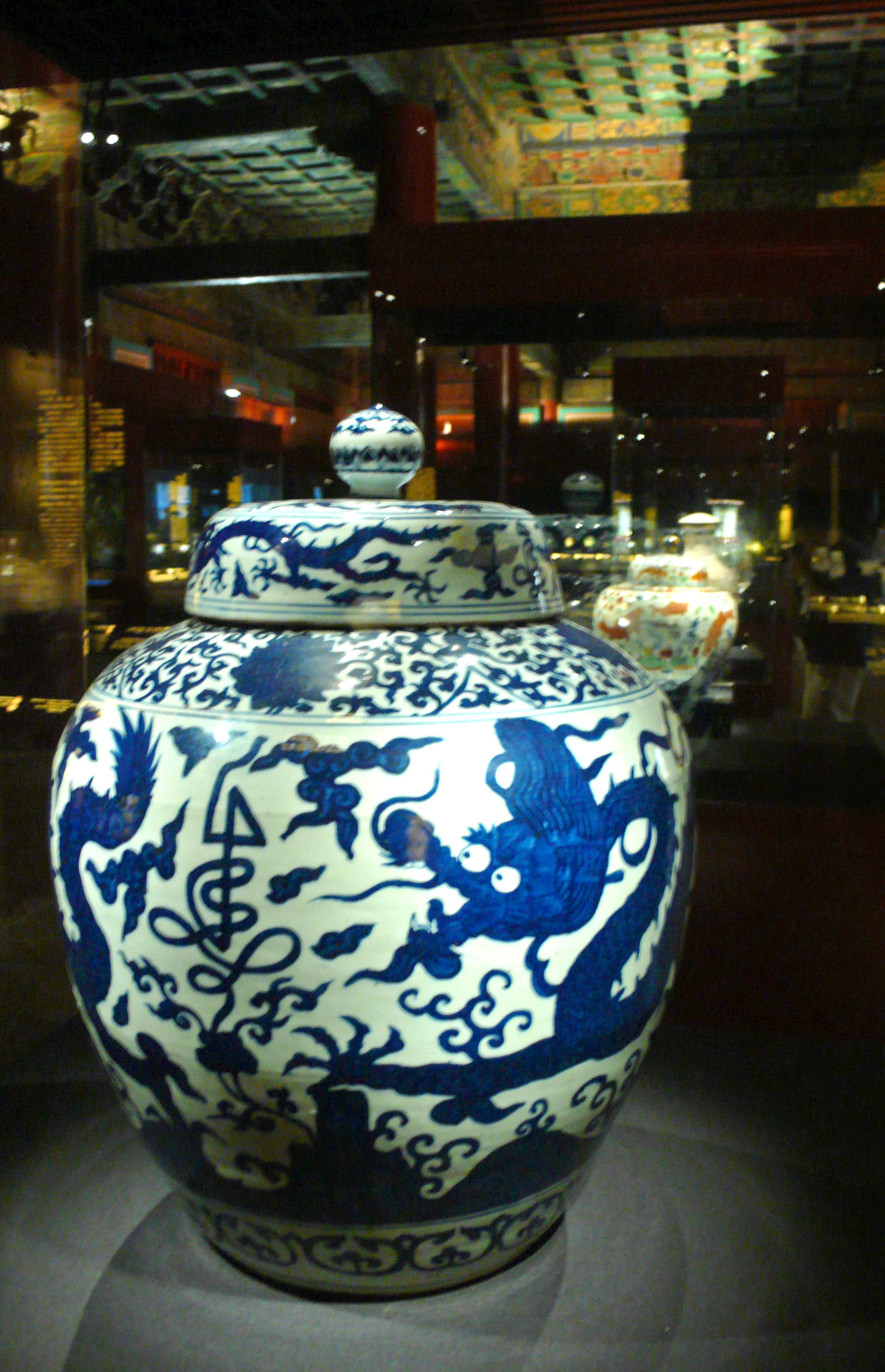
Jarrón de porcelana azul y amarillo con nubes y dragones y un shou cursivo, en el Museo de la Ciudad Prohibida